# Charles W. Curtis
Pour les articles homonymes, voir Charles Curtis et Curtis.
Charles W. Curtis, né le 13 octobre 1926, est un mathématicien et historien des mathématiques américain, connu pour ses travaux sur la théorie des groupes finis et des représentations. Il est professeur émérite de l'université d'Oregon.

## Recherches
Curtis a introduit la dualité de Curtis (en), une opération de dualité sur les caractères d'un groupe réductif sur un corps fini. Son livre avec Irving Reiner (Curtis et Reiner 1962), a été pendant de nombreuses années l'ouvrage standard sur la théorie des représentations.

## Biographie
Curtis a obtenu son bachelor's degree au Bowdoin College en 1948 et son Ph.D. à l'université Yale en 1951, sous la direction de Nathan Jacobson. Il a enseigné à l'université du Wisconsin-Madison de 1954 à 1963, puis à l'université d'Oregon, où il est maintenant professeur émérite.

## Sélection de publications
- Pioneers of Representation Theory : Frobenius, Burnside, Schur, and Brauer, AMS, coll. « History of Mathematics » (no 15), 1999, 287 p. (ISBN 978-0-8218-2677-5, lire en ligne)[6],[7],[8]
- (avec Irving Reiner), Representation theory of finite groups and associative algebras, AMS Chelsea, 1962, 689 p. (ISBN 978-0-8218-4066-5, lire en ligne) lien Math Reviews (rééd. John Wiley & Sons, coll. « Pure and Applied Mathematics » (no 11), 1988)
- (avec Irving Reiner), Methods of representation theory, vol. 1, John Wiley & Sons, 1981, 819 p. (ISBN 978-0-471-18994-7) lien Math Reviews